# Dänische 1. Division 2018/19
Die 1. Division 2018/19 war die 74. Saison der zweithöchsten dänischen Spielklasse im Fußball, die vom dänischen Fußballverband Dansk Boldspil Union ausgetragen wurde. Es nahmen 12 Teams am Spielbetrieb teil.
Am Ende der Saison stieg der Tabellenerste direkt auf, während der Zweit- und Drittplatzierte an den Aufstiegs-Play-offs teilnehmen. Die beiden Tabellenletzten stiegen in die 2. Division ab.

## Teams
| Verein        | Stadt            | Stadion                     | Kapazität |
| ------------- | ---------------- | --------------------------- | --------- |
| FC Fredericia | Fredericia       | Monjasa Park                | 04.000    |
| FC Helsingør  | Helsingør        | Helsingør Stadion           | 04.500    |
| FC Roskilde   | Roskilde         | Roskilde Idrætspark         | 06.000    |
| Fremad Amager | Kopenhagen       | Sundby Idrætspark           | 07.200    |
| HB Køge       | Køge             | CASTUS Park                 | 08.000    |
| Hvidovre IF   | Hvidovre         | Hvidovre Stadion            | 15.600    |
| Lyngby BK     | Lyngby           | Lyngby Stadion              | 09.000    |
| Nykøbing FC   | Nykøbing Falster | Nykøbing Falster Idrætspark | 10.000    |
| Næstved BK    | Næstved          | Næstved Stadion             | 10.000    |
| Silkeborg IF  | Silkeborg        | JYSK Park                   | 10.000    |
| Thisted FC    | Thisted          | Sparekassen Thy Arena       | 03.000    |
| Viborg FF     | Viborg           | Energi Viborg Arena         | 09.566    |

## Abschlusstabelle
| Pl.             | Verein           | Sp. | S  | U  | N  | Tore    | Diff. | Punkte |
| --------------- | ---------------- | --- | -- | -- | -- | ------- | ----- | ------ |
| 1.              | Silkeborg IF (A) | 33  | 18 | 7  | 8  | 060:410 | +19   | 61     |
| 2.              | Viborg FF        | 33  | 17 | 9  | 7  | 061:370 | +24   | 60     |
| 3.              | Lyngby BK (A)    | 33  | 15 | 7  | 11 | 051:470 | +4    | 52     |
| 4.              | Næstved BK (N)   | 33  | 13 | 11 | 9  | 043:400 | +3    | 50     |
| 5.              | Fremad Amager    | 33  | 13 | 11 | 9  | 042:450 | −3    | 50     |
| 6.              | FC Fredericia    | 33  | 14 | 5  | 14 | 051:470 | +4    | 47     |
| 7.              | HB Køge          | 33  | 12 | 9  | 12 | 052:470 | +5    | 45     |
| 8.              | Nykøbing FC      | 33  | 12 | 9  | 12 | 044:470 | −3    | 45     |
| 9.              | FC Roskilde      | 33  | 9  | 8  | 16 | 057:660 | −9    | 35     |
| 10.             | Hvidovre IF (N)  | 33  | 9  | 8  | 16 | 039:490 | −10   | 35     |
| 11.             | FC Helsingør (A) | 33  | 6  | 13 | 14 | 035:430 | −8    | 31     |
| 12.             | Thisted FC       | 33  | 7  | 9  | 17 | 035:610 | −26   | 30     |
| Stand: Endstand |                  |     |    |    |    |         |       |        |

Platzierungskriterien: 1. Punkte – 2. Tordifferenz – 3. geschossene Tore

| (A) | Absteiger aus der Superliga 2017/18    |
| (N) | Aufsteiger aus der 2. Division 2017/18 |

## Aufstiegs-Playoffs
|           | Gesamt |               | Hinspiel | Rückspiel |
| --------- | ------ | ------------- | -------- | --------- |
| Lyngby BK | 4:3    | Vendsyssel FF | 2:1      | 2:2       |
| Hobro IK  | 3:0    | Viborg FF     | 1:0      | 2:0       |